# Сербія на зимових Олімпійських іграх 2022
Сербія взяла участь у зимових Олімпійських іграх 2022, що тривали з 4 до 20 лютого в Пекіні (Китай).
Збірна Сербії складалася з двох гірськолижників (по одному кожної статі).
Марко Вукичевич ніс прапор своєї країни на церемонії відкриття.

## Спортсмени
Кількість спортсменів, що взяли участь в Іграх, за видами спорту.
| Вид спорту          | Чоловіки | Жінки | Загалом |
| ------------------- | -------- | ----- | ------- |
| Гірськолижний спорт | 1        | 1     | 2       |
| Загалом             | 1        | 1     | 2       |

## Гірськолижний спорт
Від Сербії на ігри кваліфікувалися один гірськолижник і одна гірськолижниця, що відповідали базовому кваліфікаційному критерію.
| Спортсмен        | Дисципліна                  | 1-й спуск | 1-й спуск | 2-й спуск | 2-й спуск | Сума    | Сума  |
| Спортсмен        | Дисципліна                  | Час       | Місце     | Час       | Місце     | Час     | Місце |
| ---------------- | --------------------------- | --------- | --------- | --------- | --------- | ------- | ----- |
| Марко Вукичевич  | Швидкісний спуск (чоловіки) | Н/Д       | Н/Д       | Н/Д       | Н/Д       | НФ      | НФ    |
| Марко Вукичевич  | Супергігант (чоловіки)      | Н/Д       | Н/Д       | Н/Д       | Н/Д       | 1:29.45 | 34    |
| Невена Ігнятович | Швидкісний спуск (жінки)    | Н/Д       | Н/Д       | Н/Д       | Н/Д       | 1:40.73 | 30    |
| Невена Ігнятович | Комбінація (жінки)          | 1:37.02   | 22        | DSQ       | DSQ       | Н/Д     |       |